# Église Saint-Étienne d'Uchentein
Pour les articles homonymes, voir Église Saint-Étienne.
L'église Saint-Étienne d'Uchentein est un édifice du XVIIIe siècle sur la commune de Bordes-Uchentein, dans le département de l'Ariège, en région Occitanie.

## Description
Érigée au XVIIIe siècle avec deux chapelles ajoutées au XIXe siècle, c’est une église baroque couverte en ardoises irrégulières avec une nef unique rectangulaire. Elle est dotée d'un clocher-mur à trois baies.

## Localisation
Elle se trouve à 971 m d'altitude au village d'Uchentein situé en soulane, contournée par la RD 704.

## Historique
Elle a été construite par le curé du village Étienne Dones, mort en 1753.
L'église fait l'objet d'un classement au titre des monuments historiques par arrêté du 10 mai 1995. En conséquence, l'arrêté du 26 octobre 1992 portant sur l'inscription de l'église a été annulé.

## Mobilier
La base Palissy inventorie et décrit treize éléments dont quatre tableaux.

## Valorisation du patrimoine
L'association Patrimoine Art Culture de Bordes-Uchentein travaille à la rénovation et la préservation de cette église mais aussi sur le patrimoine préhistorique et historique important et remarquable de la commune. Elle édite une brochure Visites des cinq églises de 26 pages imprimée et abondamment illustrée de photographies.